# Epitonium jukesianum
Epitonium jukesianum is een slakkensoort uit de familie van de Epitoniidae. De wetenschappelijke naam van de soort is voor het eerst geldig gepubliceerd in 1852 door Forbes.